# Leucobryum bowringii
Leucobryum bowringii är en bladmossart som beskrevs av Mitten 1859. Leucobryum bowringii ingår i släktet Leucobryum och familjen Dicranaceae. Inga underarter finns listade i Catalogue of Life.